# Buccinaria
Buccinaria là một chi ốc biển, là động vật thân mềm chân bụng sống ở biển trong họ Conidae.

## Các loài
Các loài trong chi Buccinaria gồm có:
- Buccinaria abbreviata (Schepman, 1913)[2]
- Buccinaria jonkeri (Koperberg, 1931)
- Buccinaria loochooensis MacNeil, 1961
- Buccinaria martini (Koperberg, 1931)
- Buccinaria nodosa Morassi & Bonfitto, 2010
- Buccinaria pendula Bouchet & Sysoev, 1997[3]
- Buccinaria pygmaea Bouchet & Sysoev, 1997[4]
- Buccinaria teramachii (Kuroda, 1952)[5]
- Buccinaria urania (Smith E. A., 1906)[6]